# قانون ایالت واشینگتن
قانون ایالت واشینگتن (انگلیسی: Law of Washington) واشینگتن از چندین سطح شامل قانون اساسی، قانون مجلس، و همچنین احکام محلی تشکیل شده‌است. قوانین بازبینی شده (انگلیسی: Revised Code of Washington) قانون عمومی را شکل می‌دهد.